# Valentin Sanon
Valentin Sanon, né le 20 mai 1980, est un ancien joueur de tennis ivoirien, professionnel dans les années 2000.
Membre inconditionnel de l'équipe de Côte d'Ivoire de Coupe Davis, il a joué pas moins de 60 matchs entre 1997 et 2012 dans les groupes II puis III de la zone Europe/Afrique. Son bilan dans la compétition est de 18 victoires pour 28 défaites en simple et de 7 victoires pour autant de défaites en double. En 2003, il succède à Claude N'Goran pour devenir le meilleur joueur de tennis ivoirien des années 2000.

## Carrière
Il a tout d'abord évolué sur le circuit junior en 1997 et 1998. Il a participé à la plupart des grands tournois du circuit à l'image de l'Orange Bowl en 1997 où il atteint les quarts de finale en double, ainsi que l'US Open en 1998 où il est huitième de finaliste. Son meilleur classement en simple est une 15e place mondiale. Il passe professionnel à la fin de l'année et se lance sur le circuit Future et Satellite. Il joue principalement en France mais aussi dans des pays aussi divers que la Slovénie, la Hongrie, les Philippines, le Koweït, la Macédoine, le Salvador... Entre 2001 et 2003, il est victime de plusieurs blessures qui freinent sa progression. Il remporte néanmoins son premier titre ITF à Agadir en mai 2003.
À partir de 2006, il joue essentiellement dans des tournois Future en France et en Afrique, notamment au Nigéria et au Sénégal. C'est cependant cette année-là qu'il remporte son seul match dans un tournoi Challenger à Montauban en 2006. Il s'incline au deuxième tour contre Frederico Gil. Gêné par des blessures récurrentes, il met un terme à sa carrière fin 2010.
Il a signé sa plus belle victoire le 4 avril 2003 en battant Janko Tipsarević, 170e mondial à l'époque, dans le cadre de la Coupe Davis. Sanon était alors classé 729e.

## Palmarès
Il a été sacré champion d'Afrique junior en 1997 à Dakar.
Il compte à son actif 3 tournois ITF : Maroc F1 en 2003, Nigeria F1 en 2004 et Nigeria F4 en 2005. Il a également atteint une douzaine de finales. En double, il a remporté 8 tournois dont deux en Espagne associé à Marcel Granollers et quatre avec à Komlavi Loglo.
Valentin Sanon s'est illustré à plusieurs reprises dans des tournois importants en Afrique à l'image du tournoi international Comium en 2009 du CKG Holding en 2010 ou encore de l'Open de Libreville en 2011.
Sur la scène française, il compte un titre de champion régional de 2e série en 2011, ce qui lui a permis de disputer les championnats de France à Roland-Garros.
Membre depuis 2005 du TC Blagnac où il côtoie des joueurs comme Teymuraz Gabashvili et Pablo Andújar, il a joué avec l'équipe n°1 en première division des championnats de France de tennis interclub. Il est également le capitaine de l'équipe n°2 qui évolue en DN2.